# Música microtonal

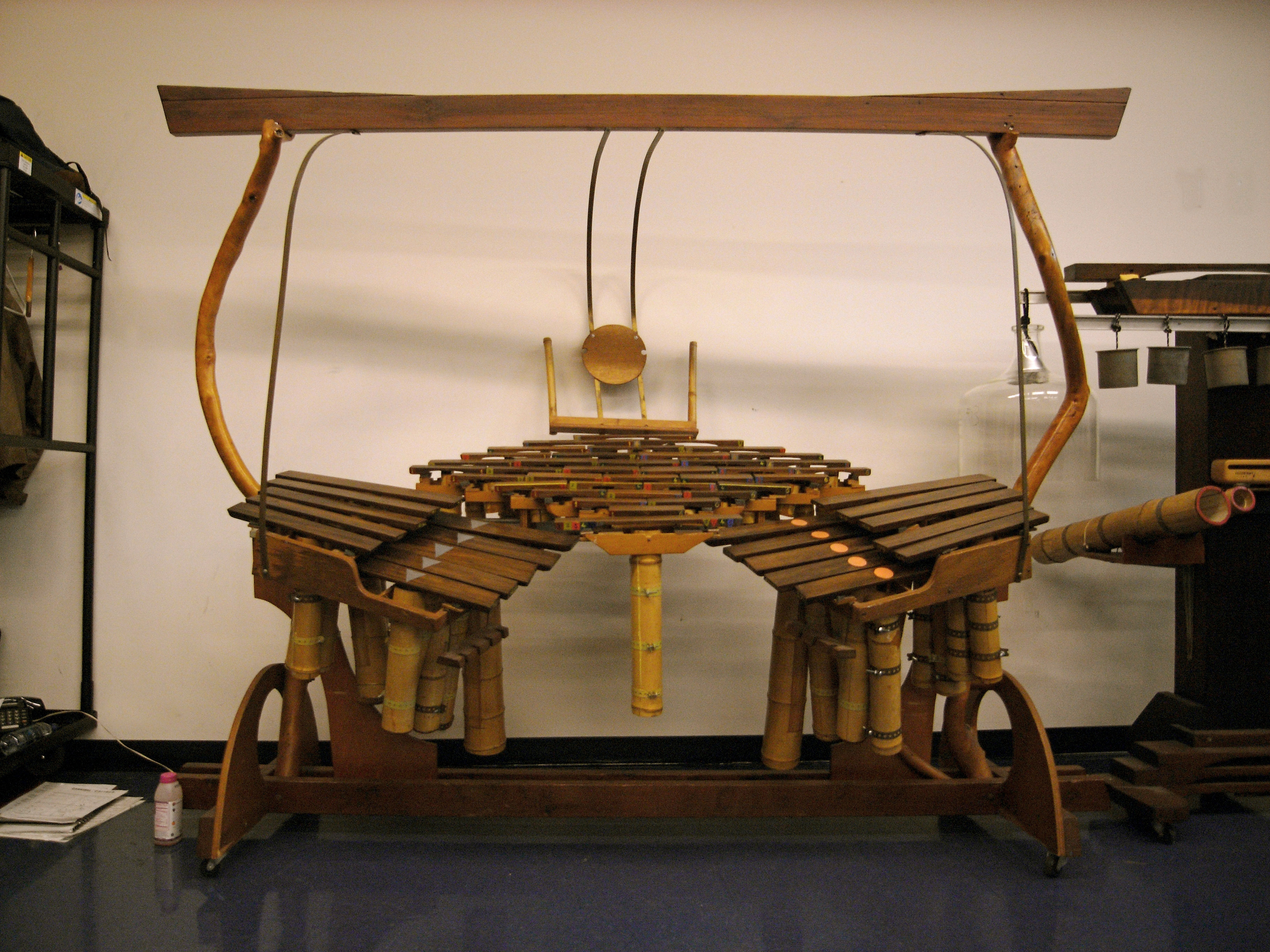
Quadrangularus Reversum, Harry Partch

Música microtonal é a música que usa microtons — intervalos menores do que um semitom, ou como Charles Ives declarou, as "notas entre as rachaduras" do piano.
Apesar de ser incomum no Ocidente, a música microtonal é o padrão em lugares como o Oriente Médio.

## Terminologia
O termo música microtonal refere-se a qualquer música cuja afinação não é baseada nos semitons com temperamento igual, tais como:
- Afinação Justa
- Música Indonésia
- Música Gamelan
- Música Clássica Indiana

Um termo alternativo cobrindo explicitamente tais possibilidades seria: música xenarmônica.
Escalas microtonais que são tocadas contiguamente são cromaticamente microtonais. Aquelas que não são tocadas contiguamente utilizam os diversos timbres contíguos como versões alternativas de intervalos maiores (Burns, 1999).

## História
O compositor italiano do renascimento e teórico Nicola Vicentino  (1511-1576)  experimentou com micro-intervalos e construiu, por exemplo, um teclado com 36 teclas para a oitava, conhecido como arquicímbalo. Contudo, os experimentos de Vicentino foram, em primeira instância, motivados por sua pesquisa (como ele a via) no antigo tipo de música grego chamado de genus, e por seu desejo de contar com intervalos acusticamente puros dentro de composições cromáticas.
Quando experimentava com seu violino em 1895, Julián Carrillo(1875-1965) descobriu a décima-sexta parte de um tom, ou seja, dezesseis sons nitidamente diferentes entre os tons Sol e Lá, emitidos pela quarta corda do violino. Ele designou sua descoberta como “Sonido 13” (o décimo-terceiro som). Julián Carrillo reformulou as teorias e a física da música. Ele inventou uma notação musical numérica simples, que pode representar escalas baseadas em qualquer divisão da oitava, como terças, quartas, quintas, sextas, sétimas e assim por diante (mesmo que Carrillo tenha escrito, a maior parte do tempo, para quartas, oitavas e décima-sextas combinadas, a notação é capaz de representar qualquer subdivisão imaginável). Ele inventou instrumentos musicais novos, e adaptou outros para produzir microintervalos. Compôs uma extensa quantidade de música microtonal e gravou cerca de 30 de suas composições.
Alguns compositores ocidentes abraçaram o uso das escalas microtonais, dividindo uma oitava em 19, 24, 31, 53, 72, 88 tons iguais e até em escalas de partições de tons, além da mais comum de 12. Os intervalos entre os tons podem ser iguais, criando um ‘’temperamento igual’’, ou diferentes, como no sistema entonação justa ou temperamento linear.

## Afinação Justa

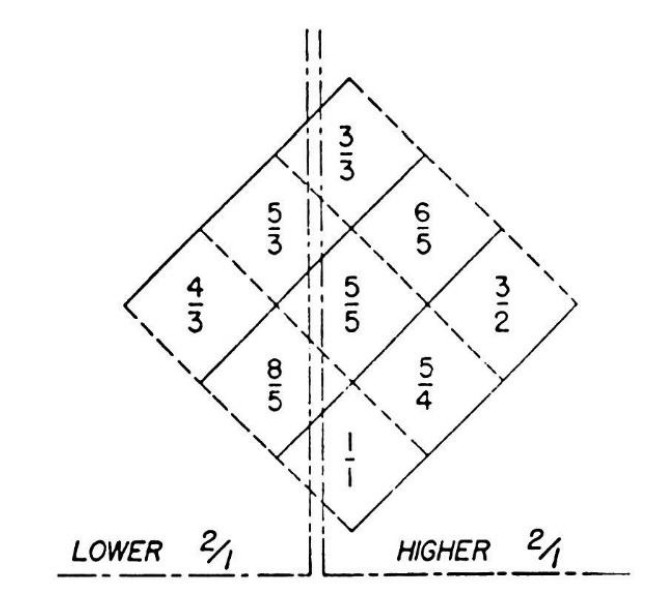
Tonalidade Diamante Limite-5.

Afinação Justa é um tipo de afinação na qual todos os intervalos podem ser representados por frações de números inteiros, diferente do temperamento no qual há uma Escala logarítmica para a obtenção da afinação das notas. São exemplos de intervalos as frações 1/1, 5/4, 9/8, 87/54, 19/11, entre outros. Os principais compositores desta vertente são Harry Partch, Ben Johnston, Lou Harrison, James Tenney, Georg Friedrich Haas entre inúmeros outros. Todos os intervalos da Afinação Justa podem ser encontrados na série harmônica. Por exemplo, na imagem ao lado, a fração 5/4 irá representar o intervalo entre o 5º harmônico e o 4º harmônico, ou seja 386 cents (Se a oitava tem 1200 cents isso significa que 386 cents é uma terça maior um pouco mais baixa).
No caso de Harry Partch as frações são dadas por números relativamente baixos visto que ele usa intervalos da série harmônica até no máximo o 17º harmônico, o que o compositor chama limite-n, sendo n o harmônico mais alto. Porém no caso de Ben Johnston, há o uso de números altos na série harmônica, como é o exemplo da fração 531441/524288.

### Tonalidade Diamante de Harry Partch
A Tonalidade Diamante é um teoria para a construção de sistema de Afinação Justa utilizada e criada por Harry Partch. Nela temos a utilização do número ímpar 1 no denominador da primeira diagonal da direita para a esquerda, depois temos 5 e então o número 3. Da mesma forma temos o numerador 3 na primeira diagonal da esquerda para a direita, depois 5 e então 1. No caso da imagem abaixo (Diamante limite-5 sem equivalência de oitava), estamos falando do Limite-5, ou seja, o maior número ímpar é 5. 

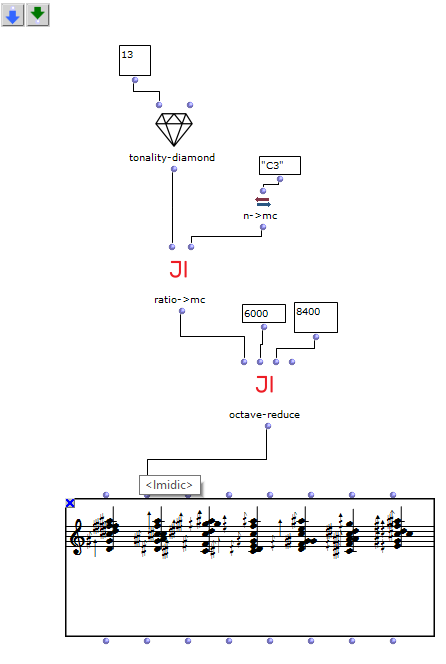
Construção da Tonalidade-Diamante.

Há formas de criar a Tonalidade-Diamante de Harry Partch de formas automáticas através do software OpenMusic, utilizando-se da biblioteca OM-Partch.

## Microtonalismo norock
A banda norte-americana de hardcore punk Black Flag (1976-86) fez uso de intervalos microtonais, através do guitarrista Greg Ginn, um apaixonado pelo free jazz e também conhecedor de música clássica moderna. (Durante o ponto alto da banda, no final da década de 1970 e início dos anos 80, muito antes de o punk estadunidense fosse dominante, a banda foi considerada, não injustificadamente, um grupo de rua hostil, apesar de que o tempo reconheceu seu trabalho com um considerável sucesso). Uma canção que vale a pena é “Damaged II”, do LP de 1981 “Damaged” – uma gravação ao vivo, em estúdio, o uso intencional de quartas e oitavas sugere um guitarra em perigo de explodir. Outra canção é “Police Story”, da qual a maioria das versões acaba em uma cadência tocada em tons de quarta exatos, com efeito similar.
Outros artistas do rock que utilizam a microtonalidade em suas obras são Glenn Branca (que criou muitas obras sinfônicas para conjuntos de guitarras elétricas afinadas de forma microtonal) e Jon e Brad Catler (que tocam guitarra elétrica microtonal e guitarra-baixo elétrica).
A banda norte-americana Zia, fundada pela compositora Elaine Walker lançou alguns álbuns de rock parcialmente microtonais desde o início dos anos 1990. Seus trabalhos incluem o uso da escala de Bohlen-Pierce. 
A banda australiana King Gizzard and the Lizard Wizard utiliza instrumentos microtonais, incluindo guitarras microtonais personalizadas modificadas para tocar na afinação 24-TET. Faixas com esses instrumentos aparecem em seus álbuns de 2017 Flying Microtonal Banana Gumboot Soup, em seu álbum de 2020 K.G e em seu álbum de 2021 L.W.

## Pioneiros ocidentais da microtonalidade
Entre os pioneiros da moderna música microtonal ocidental estão:
- Béla Bartók (Hungria, 1881-1945)
- Harry Partch (1901-1974)
- Krzysztof Penderecki
- Alvin Lucier (nascido em 1931)
- Easley Blackwood (nascido em 1933)
- James Tenney (nascido em 1934)
- Charles Ives (EUA, 1874-1954)
- Julián Carrillo (México, 1875-1965) ver  aqui ou acolá (em espanhol e, em parte, em inglês)
- Terry Riley (nascido em 1935)
- Alois Hába (República Tcheca, 1893-1973)
- Ivan Wyschnegradsky (U.S.S.R. (Rússia), 1893-1979)
- Eivind Groven (1901-1977)
- Hans Luedtke (projetos de teclado, falecido em 1973)
- Henk Badings (1907-1987)
- Giacinto Scelsi (1915-1982)
- Lou Harrison (1917-2003)
- Tui St. George Tucker (1924-2004)
- Ben Johnston (nascido em 1926)
- Ezra Sims (nascido em 1928)
- Erv Wilson (nascido em 1929)
- Sofia Gubaidulina (nascido em 1931)
- George Enescu (Romênia, 1881-1955) (em  Oedipe para sugerir o tipo genus da antiga música grega)
- La Monte Young (nascido em 1935)
- Douglas Leedy (nascido em 1938)
- Wendy Carlos (nascido em 1939)
- Walter Smetak (nascido em 1913)
- Henry Ward Poole (projetos de teclados, 1825-1890)

## Compositores contemporânos de música microtonal
- Max Méreaux  (nascido em 1946)
- Valeri Brainin (nascido em 1948)
- Glenn Branca (nascido em 1948)
- Manfred Stahnke (nascido em 1951)
- Kraig Grady (nascido em 1952)
- David First (nascido em 1953)
- Paul Dirmeikis (nascido em 1954)
- Pascale Criton (nascido em 1954)
- Kyle Gann (nascido em 1955)
- Johnny Reinhard (nascido em 1956)
- Daniel James Wolf (nascido em 1961)
- Joe Monzo (nascido em 1962)
- Harold Fortuin (nascido em 1964)
- Marc Luis Jones (nascido em 1966)
- Adam Silverman (nascido em 1973)
- Greg Ginn (nascido em 1954)
- François Paris
- Geoff Smith
- James Woods